# Leones del Escogido
Los Leones del Escogido es un equipo de béisbol profesional en Santo Domingo, República Dominicana. Fundado en 1921, es el tercer equipo más ganador de la Liga Dominicana de Invierno, detrás de los Tigres del Licey y las Águilas Cibaeñas, habiendo ganado 17 campeonatos nacionales y 5 Series del Caribe.
Los Leones derrotaron a los Tigres del Licey en 6 juegos para ganar el campeonato 2015-2016, en una serie al mejor de nueve con 5 sobre 1 juegos ganados. Derrotaron a los Tigres del Licey en la temporada 2024-2025, para ganar el campeonato 17 en una serie al mejor de 7, con 4 sobre 3 juegos ganados. Fue el debut del exbeisbolista Albert Pujols como mánager.
En la Serie del Caribe 2013 disputada en Hermosillo, Sonora, México, representaron a República Dominicana pero perdieron la final 4-3 ante el equipo mexicano, los Yaquis de Ciudad Obregón. Los Leones vencieron a Yaquis en sus primeros dos enfrentamientos y terminó la Serie del Caribe con el mejor récord 5-2, incluyendo la final. Participaron en la Serie del Caribe 2025 que se celebro en Mexicali, Baja California, México, resultando campeónes, derrotando a los Charros de Jalisco en la final por la mínima 1-0, ganando por primera vez los Leones en México.

## Historia
Los Leones del Escogido fue fundado en febrero de 1921 para poder superar a los Tigres del Licey, que desde aquella época es el equipo más ganador de la liga. Se ideó formar el nuevo equipo, compuesto por los mejores jugadores de Los Muchachos, San Carlos y Delco Lite, llevando a la desintegración de los mismos y formando una especie de "Dream Team". Sus principales procursores fueron Carlos Manuel Bonetti Burgos (Pilindo), Luis Alfau, J. Enrique Alfau, Eusebio Martínez y Federico Nina.
Con la creación de la Liga Dominicana en 1955 se inicia una nueva etapa en el béisbol profesional organizado en la República Dominicana e iniciando así lo que sería la primera gran rivalidad entre equipos dominicanos, con los Tigres del Licey como principal rival.
Para la temporada de 1955-1956 los Leones del Escogido se enfrentaron en la serie final contra las Águilas Cibaeñas, las cuales ya habían ganado un campeonato en 1952 contra los Tigres del Licey, aunque este (las Águilas) no contaba para los registros de la recién creada liga. Los Leones del Escogido ya había perdido en la final de 1951 contra los Tigres del Licey estaban en busca de su primer campeonato como equipo profesional, y se consagraron como los primeros campeones de la Liga Dominicana.
La serie final fue pactada al mejor de siete encuentros y dio inicio en el Estadio Quisqueya de Santo Domingo. Los Leones del Escogido, quienes fueron dirigidos por el entrenador Frank Genovese, tomaron una rápida ventaja en la serie ganando tres de los primeros cuatro partidos de la misma, sin embargo las Águilas Cibaeñas reaccionaron y ganaron los próximos dos partidos forzando así la serie hasta el máximo juego para luego caer en el séptimo encuentro de la misma en el Estadio Quisqueya.
El Jugador más Valioso de la serie final fue Willie Kirkland,  quien apoyado por Osvaldo Virgil y Charlie Neal, lograron vencer a las Águilas Cibaeñas en la que fue la primera serie final de la Liga Dominicana.

## Campeonatos

### Títulos	nacionales
Los Leones del Escogido ganaron el primer campeonato nacional en 1922 en la primera etapa del béisbol profesional que duró hasta 1937, pero la cuenta oficial se inicia con la creación de la Liga Dominicana a partir de 1951.
| Temporada | Campeón             | Dirigente         | Subcampeón           |
| --------- | ------------------- | ----------------- | -------------------- |
| 1955-56   | Leones del Escogido | Frank Genovese    | Águilas Cibaeñas     |
| 1956-57   | Leones del Escogido | Red Davis         | Tigres del Licey     |
| 1957-58   | Leones del Escogido | Salty Parker      | Estrellas Orientales |
| 1959-60   | Leones del Escogido | Pete Reiser       | Estrellas Orientales |
| 1960-61   | Leones del Escogido | Pepe Lucas        | Águilas Cibaeñas     |
| 1968-69   | Leones del Escogido | Andy Gilbert      | Estrellas Orientales |
| 1980-81   | Leones del Escogido | Felipe Rojas Alou | Águilas Cibaeñas     |
| 1981-82   | Leones del Escogido | Felipe Rojas Alou | Estrellas Orientales |
| 1987-88   | Leones del Escogido | Phil Regan        | Estrellas Orientales |
| 1988-89   | Leones del Escogido | Phil Regan        | Tigres del Licey     |
| 1989-90   | Leones del Escogido | Felipe Rojas Alou | Águilas Cibaeñas     |
| 1991-92   | Leones del Escogido | Felipe Rojas Alou | Estrellas Orientales |
| 2009-10   | Leones del Escogido | Ken Oberkfell     | Gigantes del Cibao   |
| 2011-12   | Leones del Escogido | Ken Oberkfell     | Águilas Cibaeñas     |
| 2012-13   | Leones del Escogido | Audo Vicente      | Águilas Cibaeñas     |
| 2015-16   | Leones del Escogido | Luis Rojas Alou   | Tigres del Licey     |
| 2024-25   | Leones del Escogido | Albert Pujols     | Tigres del Licey     |

### Series del Caribe
| Año  | Sede              | Campeón             | Mánager       | Récord | Subcampeón         |
| ---- | ----------------- | ------------------- | ------------- | ------ | ------------------ |
| 1988 | Santo Domingo     | Leones del Escogido | Phil Regan    | 4-2    | Potros de Tijuana  |
| 1990 | Miami             | Leones del Escogido | Felipe Alou   | 5-1    | Leones de Caracas  |
| 2010 | Isla de Margarita | Leones del Escogido | Ken Oberkfell | 5-1    | Indios de Mayagüez |
| 2012 | Santo Domingo     | Leones del Escogido | Ken Oberkfell | 4-2    | Tigres de Aragua   |
| 2025 | Mexicali          | Leones del Escogido | Albert Pujols | 4-2    | Charros de Jalisco |

## Rivalidades

### Tigres del Licey
Para la temporada de 1958 los Leones del Escogido habían ganado su tercer campeonato nacional en línea, logrando así considedarse como el equipo más exitoso y ganador de la Lidom, pero más tarde a raíz de grandes enfrentamientos con los Tigres del Licey nacería lo que sería la primera gran rivalidad entre equipos profesionales del béisbol dominicana.
Ya para finales de la década de los ochenta los Leones del Escogido contaban con diez campeonatos nacionales y sus rivales (el Licey) contaban con doce, así los Leones del Escogido se habían visto desplazados como máximos monarcas del béisbol dominicano, sin embargo para esa década tanto los Leones como los Tigres estaban empatados con cuatro campeonatos por equipo, siendo los Leones los que habían cerrado la década ganando el último campeonato de la misma.
Mientras el calor de los aficionados de ambos equipos se elevaba por los repetidos enfrentamientos entre ambos, la gente solo hablaba de las famosas Citychamps, series particulares entre ambos equipos que daban lugar a arduas discusiones entre fanáticos y periodistas de la misma ciudad de Santo Domingo. La pasión de los dominicanos en ese entonces llegaba a la enemistad, y hasta el momento no ha surgido una rivalidad de tal magnitud.

## Roster temporada 2024-25
- Actualizado el 13 de agosto de 2024.[5]

## Números retirados

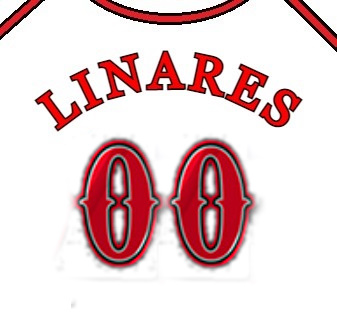
Rufino Linares 1974-1979, 1985-1992 OF
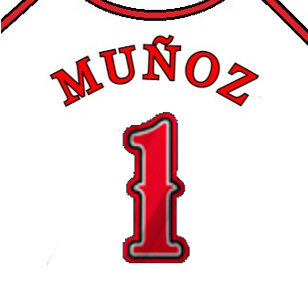
Luis «Gallego» Muñoz 1951-1959 IF
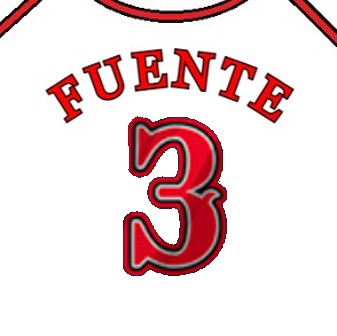
Tito Fuente 1966-1974 IF
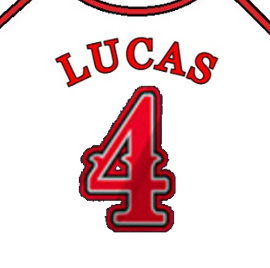
Pepe Lucas 1951-1957 IF
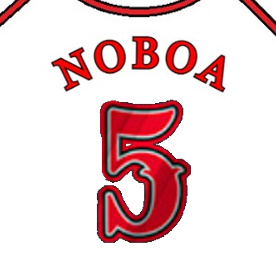
Junior Noboa 1987-1995 IF
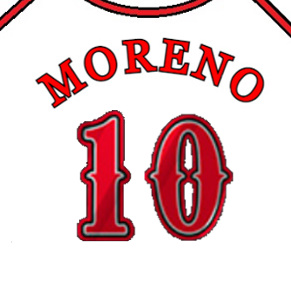
Mackey Moreno 1974-1989 OF
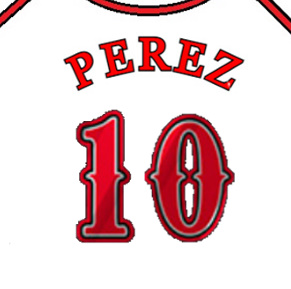
Neifi Perez 1995-2009 IF
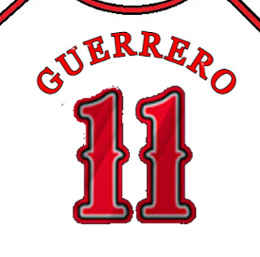
Mario Guerrero 1970-1980 IF
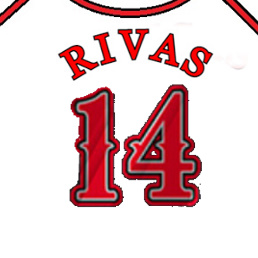
Danilo Rivas 1957-1972 P
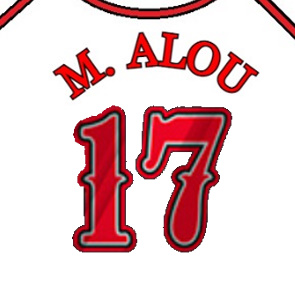
Mateo Alou 1957-1977 OF
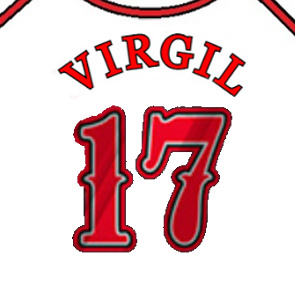
Osvaldo Virgil 1955-1959 IF
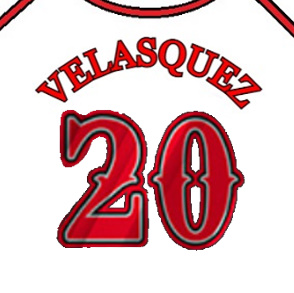
Freddie Velázquez 1957-1971, 1977-1978 C
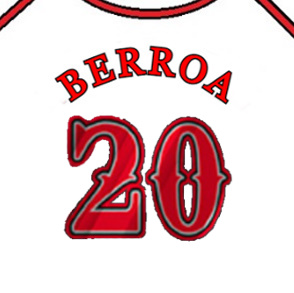
Gerónimo Berroa 1987-1996, 2002-2003 IF
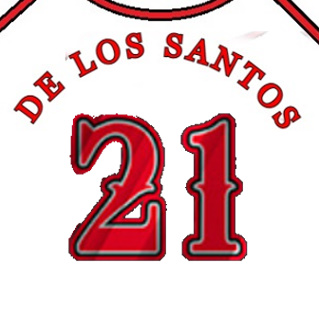
Luis de los Santos 1987-1993, 2000-2003 IF
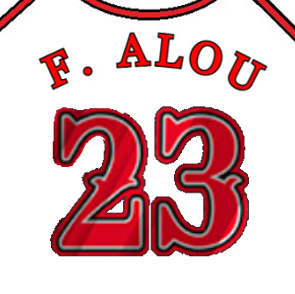
Felipe Alou 1956-1972 OF
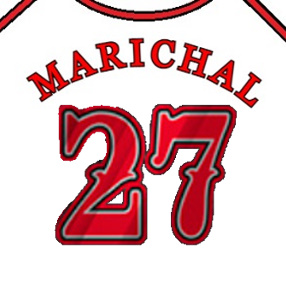
Juan Marichal 1957-1974 P
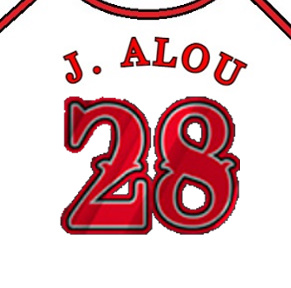
Jesús Alou 1959-1972, 1980-1982 OF
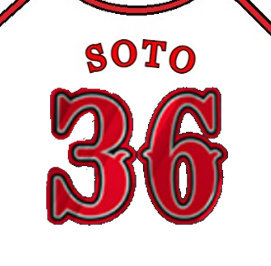
Mario Melvin Soto 1975-1987 P
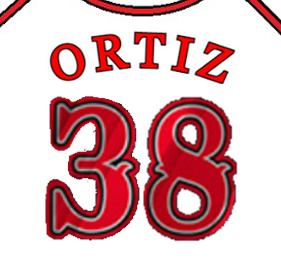
David Ortiz 1999-2004 IF
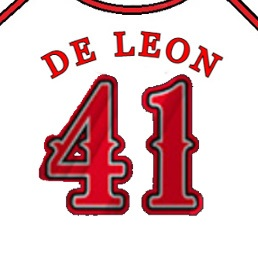
José DeLeón 1983-1989, 1996-1997 P
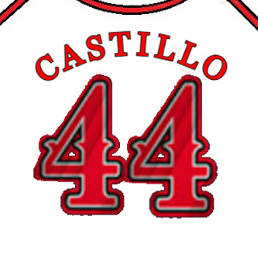
Wilkin Castillo 2008-2022 C
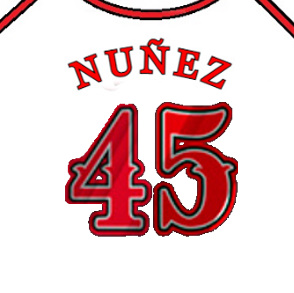
José Núñez 1987-1999, 2000-2005 P